# Keres (Sprache)

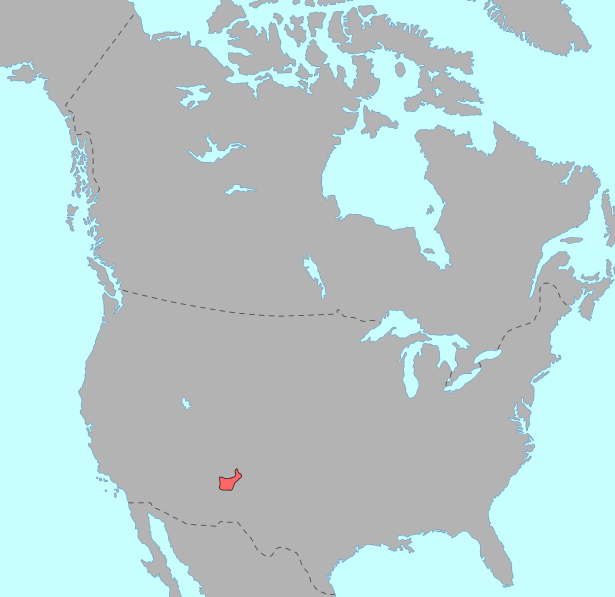
Verbreitung von Keres

Keres ist eine Gruppe von sieben verwandten Sprachvarietäten, die im US-amerikanischen Bundesstaat New Mexico verbreitet sind und dort von Angehörigen der Pueblo-Kultur gesprochen werden. Die Sprecher der einzelnen Dialekte sind in der Lage, die eines benachbarten Dialekts zu verstehen. Am stärksten verbreitet ist heute das westliche Keres, das noch von ca. 3400 Sprechern beherrscht wird. Es gibt aber erhebliche Unterschiede zwischen den Dialekten der westlichen und der östlichen Gruppe. Es ist bislang nicht gelungen, Verwandtschaften zu anderen Sprachen nachzuweisen.

## Aufgliederung
- Östliche Dialekte (engl. East(ern) Keres, ISO-639-3-Code: [kee]): insgesamt 4580 Sprecher (Zählung 1990)
  - Cochiti Pueblo: 384 Sprecher (Zählung 1990)
  - San Felipe-Santo Domingo: San Felipe Pueblo: 1560 Sprecher (Zählung 1990), Santo Domingo Pueblo: 1880 Sprecher (Zählung 1990)
  - Zia-Santa Ana: Zia Pueblo: 463 Sprecher (Zählung 1990), Santa Ana Pueblo: 229 Sprecher (Zählung 1990)
- Westliche Dialekte (engl. West(ern) Keres, ISO-639-3-Code: [kjq]): insgesamt 3391 Sprecher (Zählung 1990)
  - Acoma Pueblo: 1696 Sprecher (Zählung 1980)
  - Laguna Pueblo: 1695 Sprecher (Zählung 1990)

## Mögliche Verwandtschaftsbeziehungen
Keres ist entweder eine Isolierte Sprache oder eine kleine eigenständige Sprachgruppe mit mehreren Varietäten in zwei Sprachgruppen (da jeder der sieben Pueblos einen etwas anderen Dialekt spricht). Annahmen, dass Verbindungen zu den Sioux-Sprachen, den Caddo-Sprachen, den Irokesischen Sprachen oder zu Wichita bestehen könnten, haben sich bisher nicht bestätigt.